# Dongyin
Dongyin (chinesisch 北竿鄉, Pinyin Dōngyǐn xiāng, Min Dong: Dĕ̤ng-īng-hiŏng) ist eine nahe dem chinesischen Festland (Provinz Fujian) am südwestlichen Ende des Ostchinesischen Meer gelegene Inselgruppe und Landgemeinde innerhalb der Matsu-Inseln (Landkreis Lienchiang) der Republik China (Taiwan). Es ist das nördlichste von der Republik China kontrollierte Gebiet.

## Lage und Beschreibung

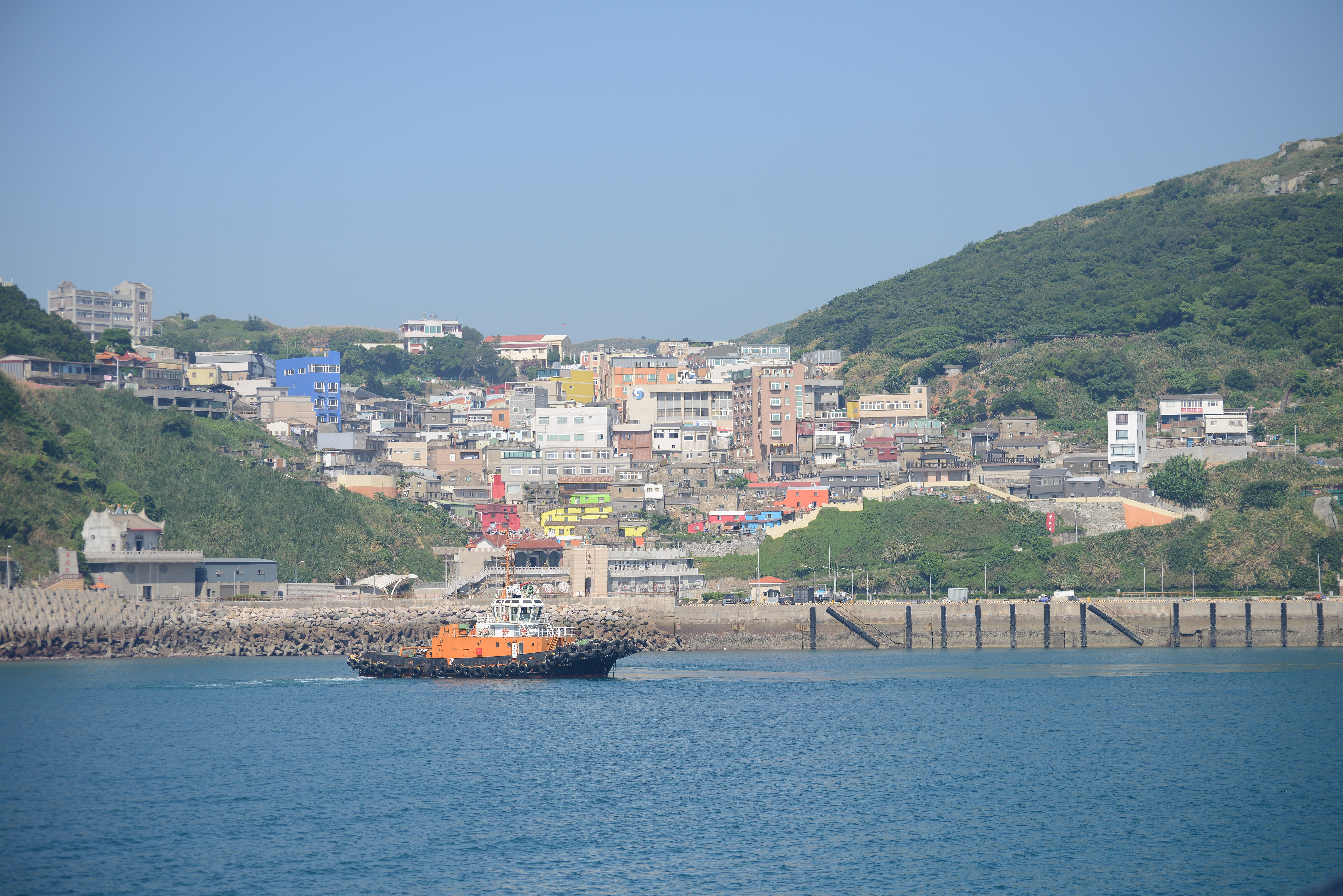
Blick auf Lehua

Die Dongyin-Gruppe liegt am nordöstlichen Ende des nach Westen gerichteten Bogens, den die Matsu-Inseln beschreiben, und ist damit das nördlichste Territorium der Republik China (Taiwan), etwa 185 km von Keelung im Norden Taiwans entfernt. Die Gruppe besteht aus der Hauptinsel Dongyin im Osten und ihrer westlichen Nachbarinsel Xiyin (西引) sowie einigen kleinen unbewohnten Inseln. Die Landgemeinde ist in die Dörfer Lehua (樂華) und Zhongliu (中柳) unterteilt.
Die Inseln bestehen größtenteils aus Granitgestein, das infolge von Erosion durch Wind und Meer vielfältig gestaltet wurde. Der Fischreichtum der Gewässer um Dongyin zieht zahlreiche Seevögel an, z. B. die Japanmöwe, die Schwarznacken-Seeschwalbe oder die Zügelseeschwalbe. Der Reichtum der Natur umfasst auch einige seltene Pflanzenarten.

## Geschichte

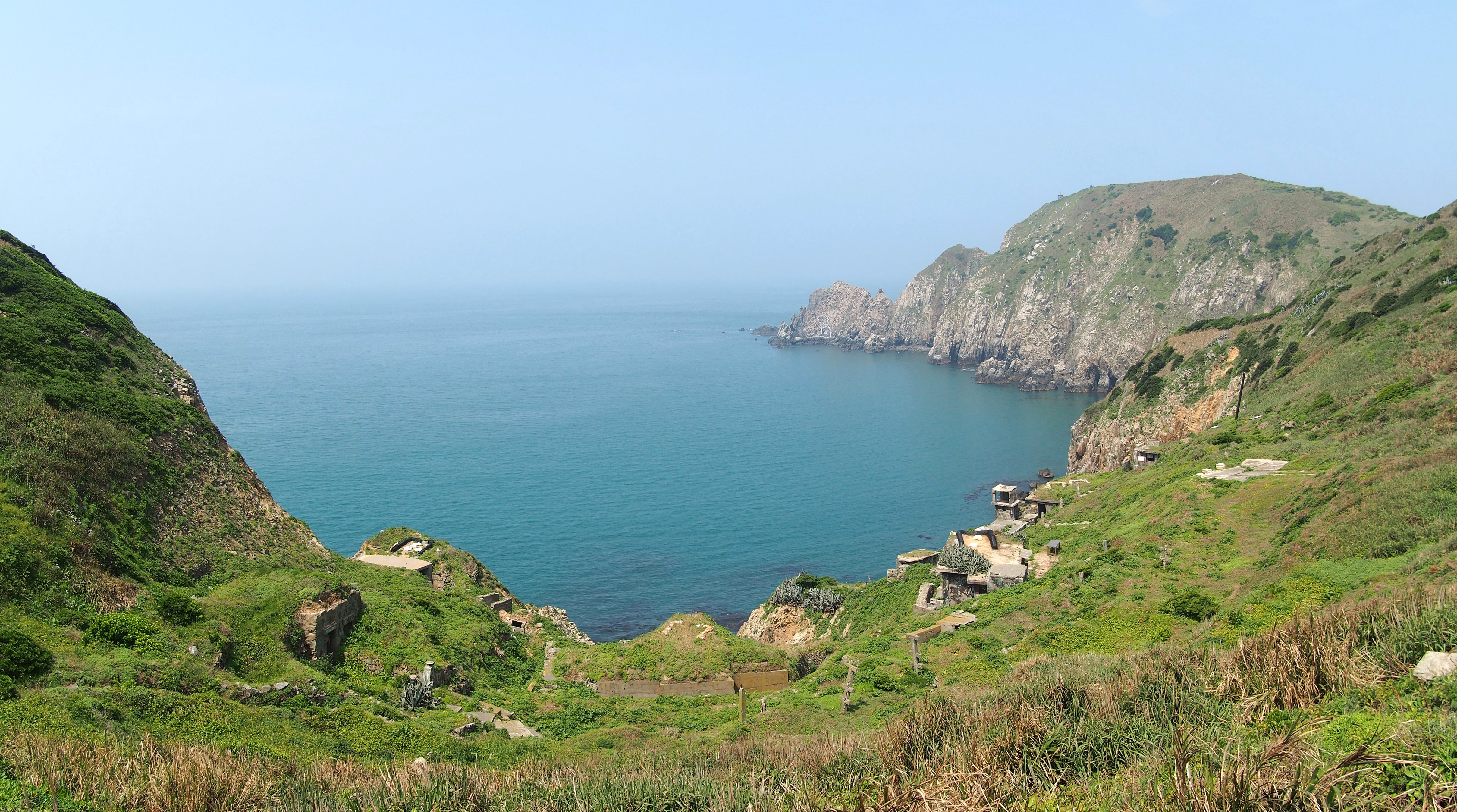
Blick auf eine verlassene Befestigungsanlage

Dongyin, dessen Name bis 1956 Dongyong (東湧) lautete, wurde während der Song-Dynastie (960–1279) vom Festland aus besiedelt. Während der Ming- und Qing-Dynastie waren die Matsu-Inseln zeitweise von behördlicher Seeverbotspolitik betroffen, infolge derer die Bewohner ihre Inseln verlassen und aufs Festland umsiedeln mussten. Zudem wurde Dongyin des Öfteren von Piraten aus China und Japan heimgesucht.
Zwischen 1939 und 1950 bauten die Bewohner Dongyins Schlafmohn an und handelten mit Opium, was zu einer wichtigen Einnahmequelle wurde.
Nach dem Chinesischen Bürgerkrieg waren die Matsu-Inseln politisch vom Festland getrennt und lagen an der Frontlinie zwischen Volksrepublik und Republik China. Am 1. Mai 1965 ereignete sich nördlich von Dongyin ein Seegefecht zwischen den Marinen beider Seiten.

## Verkehr und Wirtschaft

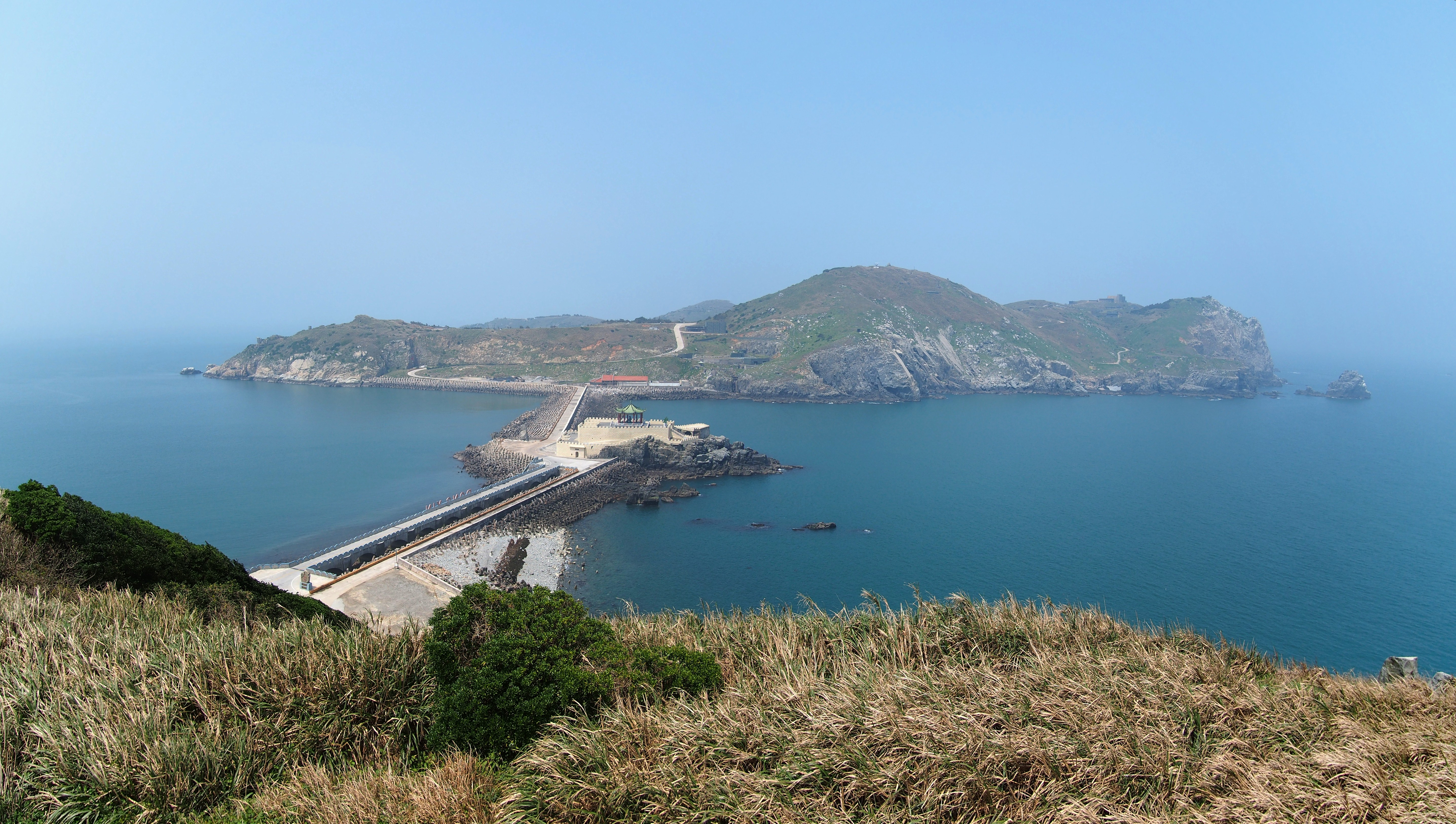
Blick von Dongyin über den Damm nach Xiyin

Die Verbindung Dongyins mit der Außenwelt erfolgt über den Hafen Zhongzhu Gang (中柱港) an der Westküste. Von hier fahren Schiffe zur westlichen Matsu-Insel Nangan und nach Keelung auf der Insel Taiwan. Die anderen Matsu-Inseln kann man auch per Hubschrauber erreichen.
In Dongyin gibt es keine Buslinien, sodass man sich mit privaten Verkehrsmitteln oder Taxis fortbewegt. Die Inseln Dongyin und Xiyin sind seit 1986 über die zwischen ihnen liegende kleine Insel Zhongzhu hinweg durch einen begehbaren Damm miteinander verbunden. Auf seiner Mitte befindet sich ein Pavillon mit einer Skulptur des ehemaligen Präsidenten der Republik China Chiang Ching-kuo.
Bedeutendster Wirtschaftszweig Dongyins war traditionell die Fischerei. Ein weiterer wichtiger Faktor ist das Militär, das aufgrund der strategischen Lage immer noch in großem Umfang hier stationiert ist. Die Zahl der Soldaten übersteigt die Zahl der Einheimischen bei weitem, wovon das Dienstleistungsgewerbe profitiert. Seit der Jahrtausendwende gewinnt auch der Tourismus zunehmend an Bedeutung. Das größte lokale Unternehmen ist die Dongyin-Brennerei (東引酒廠), die Spirituosen produziert.
Auf Dongyin befinden sich das Kraftwerk der Gemeinde und ein Stausee.

## Kultur und Sehenswürdigkeiten

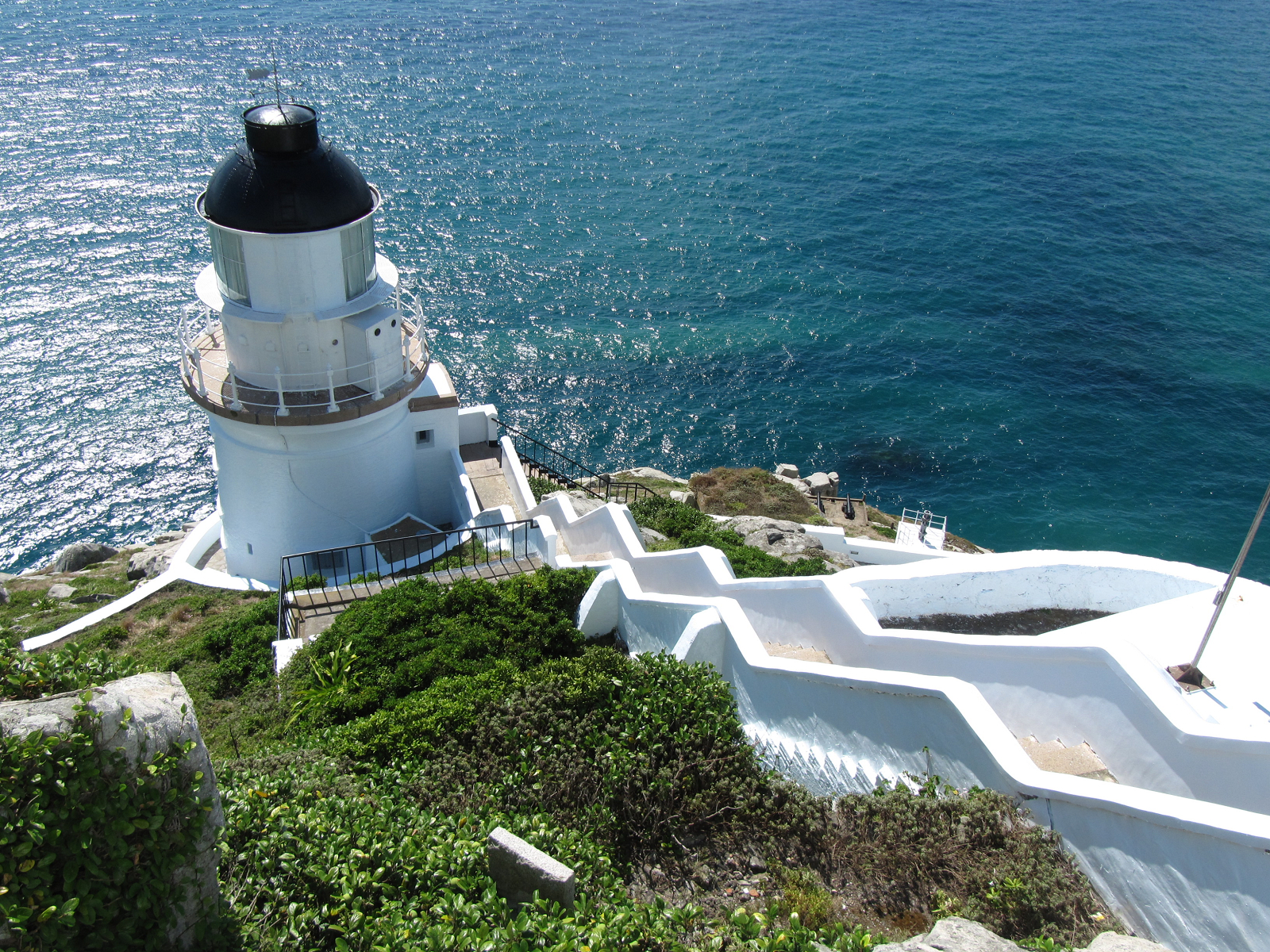
Der Dongyong-Leuchtturm

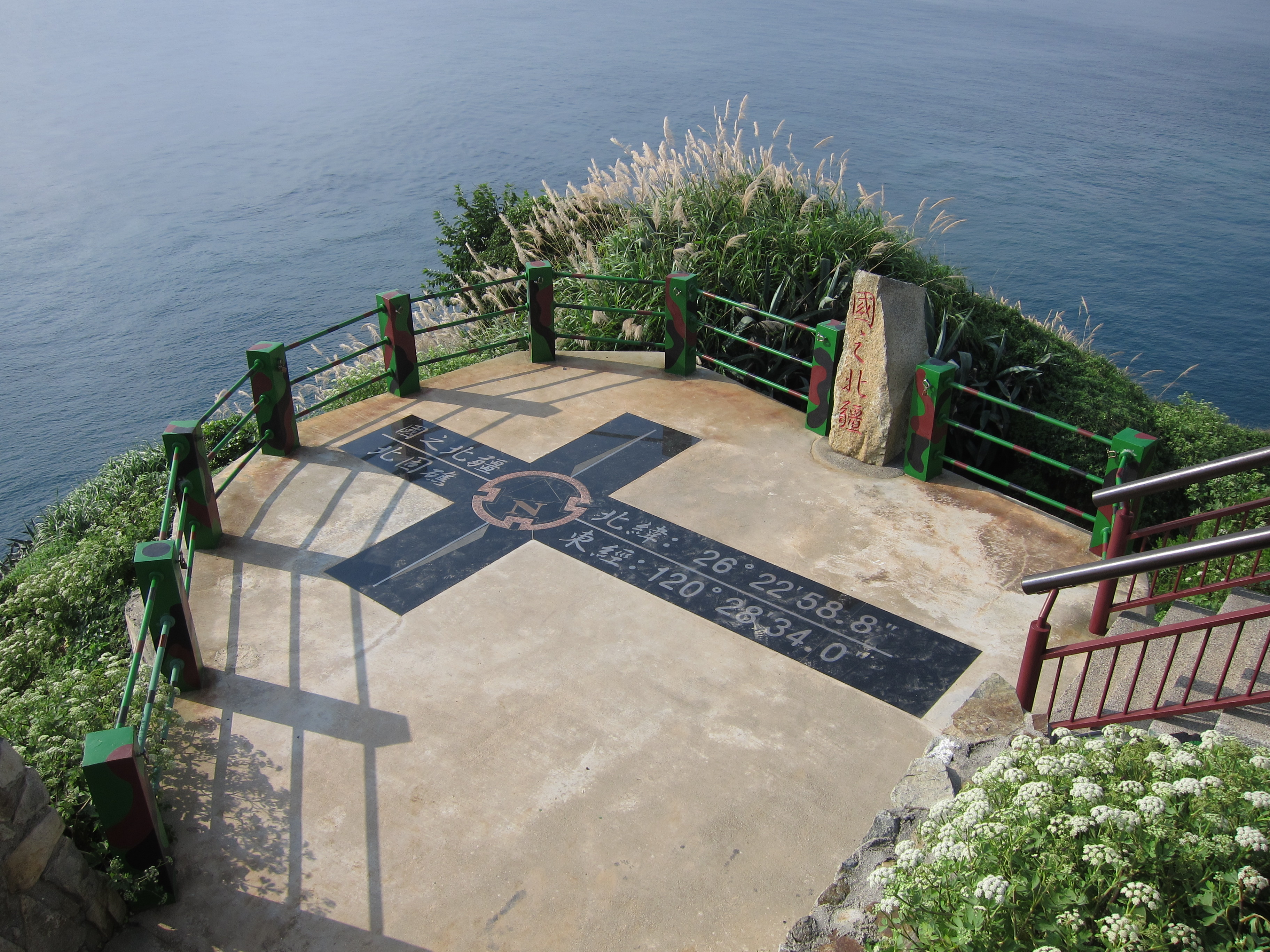
Der nördlichste Punkt der Republik China

Dongyin ist bekannt für seine Naturschönheit und die infolge der Erosion vielfältig zerklüftete Felsenlandschaft ist geeignet, die Fantasie des Betrachters anzuregen. So gibt es etwa eine Krokodilinsel (鱷魚島 Eyu Dao), eine Die Felsen betrachtende Guanyin (朝山觀音 Chao Shan Guanyin), eine Drachengrotte (海現龍闕 Hai xian Longque), einen Schriften lesenden Mönch (和尚看經 Heshang Kan Jing) und andere.
Im Osten von Dongyin steht der Dongyong-Leuchtturm, der 1904 mit britischer Unterstützung gebaut wurde. Unter der Insel verlaufen zwei ehemalige Armeetunnel, zum einen der 900 m lange Andong Kengdao (安東坑道), in dem sich Truppenunterkünfte, Lager und sogar ein Schweinestall befanden, zum anderen der 193 m lange Beihai Kengdao (北海坑道), in dem Seefahrzeuge ankerten. Beide Tunnel sind heute der Öffentlichkeit zugänglich.
Eine Touristenattraktion ist auch der nördlichste Punkt der Republik China, der Felsen Bei Gujiao (北固礁), bei dem die Aussichtsplattform Nordgrenze unseres Landes  (國之北疆 Guo zhi Beijiang) angelegt wurde.
Wie auf den anderen Matsu-Inseln wird in Dongyin neben Hochchinesisch auch der Dialekt Mazu, eine Variante des Min Dong, gesprochen.